# Macrostylophora uncinalis
Macrostylophora uncinalis är en loppart som beskrevs av Jordan 1939. Macrostylophora uncinalis ingår i släktet Macrostylophora och familjen fågelloppor. Inga underarter finns listade i Catalogue of Life.